# Daniel Iversen
Pour les articles homonymes, voir Iversen.
Daniel Lønne Iversen est un gardien de but de football danois né le 19 juillet 1997, il évolue à Leicester City.

## Carrière

### Leicester City FC
En janvier 2016, Daniel Iversen rejoint le centre de formation de Leicester City, il signe un contrat en juin 2019, pour évoluer en équipe première, après d'avoir évolué au Esbjerg fB.

### Oldham Atletic
Iversen est prêté à Oldham Athletic en juin 2018, club de quatrième division anglaise, en même temps, il s'engage pour quatre années supplémentaires à Leicester soit jusqu'en 2022, il débute avec le club contre le Milton Keynes Dons, où il perdra 2-1, il permet au club d'aller en seizièmes de finale après d'avoir battu Fulham en 32e de finale de la Coupe d'Angleterre, 2-1 à l'extérieur grâce à un penalty stoppé en fin de match,, le gardien aura fait plus de 50 apparitions toutes compétitions confondues.

### Rotherham United
En juin 2019, il est encore prêté, mais cette fois-ci à Rotherham United, club de troisième division anglaise, la saison commence par une victoire 2-1 obtenue contre l'AFC Wimbledon.

### Stoke
Le 5 janvier 2024, il est prêté à Stoke City.

## Carrière internationale
Daniel Iversen a joué dans toutes les équipes de catégories danoises,, il a été appelé pour disputer le Championnat d'Europe de football espoirs 2019, contre l'Allemagne, l'Autriche et la Serbie,, il a aussi été appelé pour les qualifications à l'Euro 2020, contre Gibraltar (victoire 6-0), et la Géorgie (nul 0-0) sans que le jeune gardien ne fasse ses débuts.

## Palmarès

### En club
- Rotherham United
  - vice-champion d'Angleterre de D3 en 2020.

## Statistiques
| Saison                | Club                  | Championnat           | Championnat | Championnat | Championnat | Coupe nationale | Coupe nationale | Coupe nationale | Coupe de la Ligue | Coupe de la Ligue | Coupe de la Ligue | Supercoupe | Supercoupe | Supercoupe | Compétition(s) continentale(s) | Compétition(s) continentale(s) | Compétition(s) continentale(s) | Compétition(s) continentale(s) | Autres | Autres | Autres | Danemark | Danemark | Danemark | Total | Total | Total |
| Saison                | Club                  | Division              | M.          | B.          | P.d.        | M.              | B.              | P.d.            | M.                | B.                | P.d.              | M.         | B.         | P.d.       | Comp.                          | M.                             | B.                             | P.d.                           | M.     | B.     | P.d.   | M.       | B.       | P.d.     | M.    | B.    | P.d.  |
| 2018-2019             | Leicester City        | Premier League        | -           | -           | -           | -               | -               | -               | -                 | -                 | -                 | -          | -          | -          | -                              | -                              | -                              | -                              | -      | -      | -      | -        | -        | -        | 0     | 0     | 0     |
| 2019-2020             | Leicester City        | Premier League        | -           | -           | -           | -               | -               | -               | -                 | -                 | -                 | -          | -          | -          | -                              | -                              | -                              | -                              | -      | -      | -      | -        | -        | -        | 0     | 0     | 0     |
| 2020-2021             | Leicester City        | Premier League        | -           | -           | -           | -               | -               | -               | -                 | -                 | -                 | -          | -          | -          | -                              | -                              | -                              | -                              | -      | -      | -      | -        | -        | -        | 0     | 0     | 0     |
| Sous-total            | Sous-total            | Sous-total            | -           | -           | -           | -               | -               | -               | -                 | -                 | -                 | -          | -          | -          | -                              | -                              | -                              | -                              | -      | -      | -      | -        | -        | -        | 0     | 0     | 0     |
| 2018-2019             | Oldham Athletic       | League Two            | -           | -           | -           | 4               | -               | -               | 1                 | -                 | -                 | -          | -          | -          | -                              | -                              | -                              | -                              | 2      | -      | -      | -        | -        | -        | 7     | 0     | 0     |
| 2019-2020             | Rotherham United      | League One            | -           | -           | -           | 3               | -               | -               | 1                 | -                 | -                 | -          | -          | -          | -                              | -                              | -                              | -                              | -      | -      | -      | -        | -        | -        | 4     | 0     | 0     |
| 2020-2021             | Oud-Heverlee Leuven   | Jupiler Pro League    | 1           | -           | -           | -               | -               | -               | -                 | -                 | -                 | -          | -          | -          | -                              | -                              | -                              | -                              | -      | -      | -      | -        | -        | -        | 1     | 0     | 0     |
| Sous-total            | Sous-total            | Sous-total            | 77          | -           | -           | 7               | -               | -               | 2                 | -                 | -                 | -          | -          | -          | -                              | -                              | -                              | -                              | 2      | -      | -      | -        | -        | -        | 88    | 0     | 0     |
| Total sur la carrière | Total sur la carrière | Total sur la carrière | 77          | -           | -           | 7               | -               | -               | 2                 | -                 | -                 | -          | -          | -          | -                              | -                              | -                              | -                              | 2      | -      | -      | 0        | 0        | 0        | 88    | 0     | 0     |